# Richard Nelson Gale
Sir Richard Nelson Gale, britanski general, * 1896, † 1982.